# 진안 태고정
진안 태고정(鎭安 太古亭)은 대한민국 전북특별자치도 진안군 용담면에 있는 건축물이다. 1984년 4월 1일 전라북도의 문화재자료 제102호로 지정되었다.

## 개요
조선 영조 28년(1752)에 현령 홍석이 지은 정자이다.
1911년 조선총독부에서는 태고정을 국가에 헌납케 한 후 국고 수입을 올린다는 구실로 공개 처분한다. 이 때 수천리 송림마을의 임소환이 250원에 태고정을 사서 용담현의 공동 소유물로 기증하여 오늘에 이르고 있다. 현재는 용담댐 건설로 망향의 동산에 새로 옮겨 지었다.
건물은 앞면 3칸·옆면 2칸 규모로, 지붕은 옆면에서 볼 때 여덟 팔(八)자 모양인 팔작지붕이다.
정자에는 명현달사의 기개가 담긴 문장이 있으며, 송준길이 ‘태고정(太古亭)’이라고 쓴 현판과 은암 송시열이 ‘용담태고정기(龍潭太古亭記)’라고 쓴 현판이 걸려 있다.
태고정은 그 건축이 섬세하면서도 구조가 정교하여 나그네의 발길이 끊이질 않는다.

## 현지 안내문
이 건물은 조선 영조 28년(1752)에 관리 홍석이 처음 세운 것으로 많은 풍류객의 발길이 끊이지 않았다. 정자 안에는 송시열의 친필을 새긴 나무판을 비롯해 많은 유명인사의 글이 걸려 있다.
1911년 조선총독부가 국가에 헌납시켜 공매처분하려 하자. 수천리의 임순환이 매수하여 용담현에 기증하였다.
예전에는 정자 앞 멀리에 산자락 사이로 유유히 흐르는 물줄기가 내려다보여 수려한 풍경을 자랑하였다. 하지만 원래의 자리가 용담댐 건설로 수몰되어 1998년 현재의 자리로 옮겨 세웠다.

## 같이 보기
- 송시열
- 조선총독부
- 용담댐

## 참고 자료
- 태고정 - 국가유산청 국가유산포털